# Karl Steinschneider
Karl Steinschneider (* 18. Juni 1900 in Berlin-Pankow; † 12. Dezember 1979 in Jerusalem) war zu Beginn der 1920er Jahre einer der frühesten zionistischen Pioniere in Palästina und wurde in den 1960er Jahren bekannt für seine Übersetzungen der Bücher von Samuel Agnon.

## Kindheit und Jugend
Karl Steinschneider war der jüngste Sohn des Rechtsanwaltes Max Steinschneider (1853–1915) und dessen Ehefrau Leopoldine (1855–1931) und der Enkel von Moritz Steinschneider, des Begründers der wissenschaftlichen hebräischen Bibliografie. Seine Brüder waren Adolf Moritz Steinschneider (1894–1944) und Gustav Steinschneider (1899–1981).
Biographisches Material über Karl Steinschneider gibt es wenig. Es ist davon auszugehen, dass er zusammen mit seinen Eltern bis 1911 in der von seinem Vater gegründeten Villenkolonie Neu-Döberitz und in deren Berliner Stadtwohnung in der Altonaer Straße 23 aufwuchs. Über seine Schulausbildung und ein eventuell aufgenommenes Studium ist nichts bekannt. Knut Bergbauer konnte allerdings Steinschneiders Mitgliedschaft im jüdischen Wanderbund Blau-Weiß aufzeigen, und so ergeben sich einige Hinweise auf sein frühes zionistisches Engagement. In einem Bericht der Berliner Blau-Weiß-Gruppe aus dem Jahr 1917 wurde erwähnt, dass der „Wanderer Carl Steinschneider“ zum „Schülerführer“ ernannt worden sei. Im Februar-Heft 1918 war dann zu lesen, dass er zusammen mit der neuen starken Führungsfigur des Bundes, Walter Moses, der Leipziger Ortsgruppe einen Besuch abgestattet habe. und im Juni 1918 meldete er sich in den Blau-Weiß-Blättern mit einem eigenen Aufsatz zu Wort, in dem er von seinen Hachschara-Erfahrungen auf einem Gut bei Glogau berichtete.
Bergbauer, der vorangegangene landwirtschaftliche Erfahrungen Steinschneiders im Jahre 1918 erwähnt, wertet Steinschneiders Aufsatz als eines „der ersten Zeugnisse der landwirtschaftlichen Umschichtung junger Jüdinnen und Juden in Schlesien“, und schreibt zusammenfassend über Steinschneiders Erfahrungen:

„Seine Hachschara absolvierte er in der Familie des Bauem und Gemeindevorstehers Eduard Stiller in Drogelwitz bei Glogau. Man merkt Steinschneiders Artikel die Bewunderung für diese Bauernfamilie deutlich an. Neben den Schilderungen der Schwere der Landarbeit und der Bewunderung für das einfache Leben der Bauern verweist der Artikel auch darauf, dass man auch als junger Jude und selbst wenn man noch nicht so schnell arbeiten konnte, doch Anerkennung fand. Schließlich machte er sich selbst zum Beispiel und rief andere auf, ihm auf Hachschara zu folgen.“

## Erster Palästina-Aufenthalt
Zu Beginn der 1920er Jahre taucht Steinschneiders Name im Zusammenhang mit dem Hachschara-Lehrgut auf dem Landwerk Halbe auf. Hier bereiteten sich 1921 Praktikanten aus dem Umfeld des Blau-Weiß und des Kartells Jüdischer Verbindungen auf eine landwirtschaftliche Tätigkeit in Palästina vor.
Steinschneider hatte, bevor er nach Halbe kam, bei Bauern bei Meran gearbeitet:S. 86 und ging zusammen mit der sich in Halbe formierenden Gruppe 1921 nach Palästina, um dort die Kwuza Zwi zu gründen. Aus dem Briefwechsel der Brüder Karl und Gustav Steinschneider geht hervor, dass Karls Pläne 1920 zumindest seinem Bruder bekannt waren, er aber am 12. Februar 1921 noch nicht, und am 7. September 1921 bereits in Palästina war.
Möglicherweise gab es für Steinschneider auch noch eine andere Station in Palästina, bevor er sich den Leuten der Kwuza Zwi anschloss. Avner Falk schreibt, Steinschneider sei 1921 nach Palästina gekommen und habe auf einer Farm von Agnons Schwager, Wilhelm Brünn (er nannte sich später Ze’ev Bryn), in Chadera gearbeitet.:S. 89 & S. 164 Wie lange Steinschneider auf dieser Farm beschäftigt war, wird von Falk nicht berichtet. Steinschneider selber schrieb seinem Bruder Gustav am 1. Juli 1922 von seinen Bemühungen, sich stärker mit der Landwirtschaft zu beschäftigen: Der Ort, an dem ich bin mit arbeite, die „Holl. Kwuzah“ in [unleserlich], ist dafür ein guter Ort. Er erwähnte zugleich ein gegenüber früher anderes Verhältnis zum Blau-Weiß und lobt die Idee der Kwuzah: „Die Kwuzah ist ehrlich, und das ist das Wichtigste; nicht sehr eng, nicht sehr leidenschaftlich verbunden, aber zuverlässig.“
Im Kontext der Kwuza Zwi berichtete Siegfried Hirsch von Steinschneiders Anwesenheit in Gewa, wo er an den Vorbereitungen für die Gründung des Kibbuz Beit Alfa beteiligt gewesen sei.:S. 87 Dort habe er dann anderen Chawerim das Mähen beigebracht und habe sich zu einem guten Bäcker entwickelt.:S. 88 Darüber, dass er in Beit Alfa lebe, berichtete Steinschneider auch in einem Brief vom 11. Dezember 1923 an seinen Bruder Gustav. Die Rede ist aber auch davon, dass er bereits auf der Suche nach einem anderen Platz für die Ansiedlung seiner Gruppe war. Er sprach von 12 Leuten, die ein Kwuzah gründen wollten, aber ohne Hoffnung auf Unterstützung vom Blau-Weiß in Deutschland seien. Es gäbe zudem Schwierigkeiten, Unterstützung von den Zionistischen Organisationen zu erhalten, die selber knapp bei Kasse seien, was sich auf deren Ansiedelungspolitik auswirke. „Während früher Gruppen von Arbeitern angesiedelt wurden, aus Mitteln der zion. Org., im Rahmen der Arbeiterorganisation (auf genossenschaftlichen Grundlagen, ohne Ausbeutung durch Lohnarbeit), wird heute Land möglichst an Leute mit Kapital, Privatunternehmer, abgegeben. Es ist auch kein Geld für öffentliche Kolonisation mehr da; auch die ganz dürftig schon begründeten älteren Betriebe, die noch Kapital zum Ausbau dringend brauchen, um lebensfähig zu werden, werden höchst mangelhaft unterstützt.“ Zu diesem Zeitpunkt hofften er und seine Gruppe auf einen Platz in der Nähe von Haifa zur Gründung ihrer Kwuzah, und Steinschneider selber stand auch in Kontakt zu Gershom Scholem: „Scholem ist zu mir speziell ausserordentlich liebenswürdig, wir haben uns eine ganze Menge unterhalten und ich denke, daß unsere Beziehungen, das die Verhältnisse gestatten, und vielleicht auch seine Beziehungen zur ganzen Kwuzah dauernde, und recht gute sein werden.“
Das Projekt der Kwuzah Zwi scheiterte im Herbst 1924, und Hirsch erwähnte Karl Steinschneider letztmals anlässlich seines Besuchs bei Theodor Zlocisti in Tel Aviv. Am Bau von Zlocistis neuem Haus habe auch Karl Steinschneider mitgearbeitet.:S. 90 Einige der Pioniere waren bereits vorher schon nach Deutschland zurückgekehrt, andere schlossen sich anderen Pioniergruppen in Palästina an. Zu Karl Steinschneider hieß es bei Hirsch nur noch, er sei nach Kalifornien gegangen, um dort Obstbau zu erlernen.:S. 91 Das geschah allerdings erst 1927.
Was Karl Steinschneider nach dem Scheitern der Kwuzah Zwi noch in Palästina gehalten hat, lässt sich nicht eindeutig klären. Im Briefwechsel der beiden Brüder wurde über die Rückkehr nach Deutschland ebenso diskutiert, wie über einen Besuch Gustavs in Palästina. Parallel dazu erwog Karl Steinschneider auch seine Einbürgerung in Palästina und verfolgte Möglichkeiten, für einen USA-Aufenthalt. Dabei ging es vor allem auch darum, ob es für ihn einfacher sei, als palästinensischer Bürger oder als Deutscher ein Visum für die USA zu erhalten. Im März 1926 hielt er sich zwei Wochen in der Mikwe Israel auf, besuchte im Anschluss daran Scholem in Jerusalem und war inzwischen zu der Ansicht gelangt, dass die Chance für eine Einreise in die USA für einen Deutschen besser stünden als für einen Palästinenser. Sein Plan sah nun vor, vor der Reise in die USA noch ein Jahr in Deutschland zu verbringen.
Steinschneider war in diesen letzten Wochen und Monaten seines Palästina-Aufenthalts viel unterwegs. Als Postadressen nannte er mal Beit Alfa, mal Tel Aviv, und dann auch eine Landwirtschaftsschule im Moschaw Nahalal. In einem Brief vom 31. März 1926 kündigte er schließlich an, dass er sein Visum-Verfahren von Deutschland aus weiter betreiben und am 15. April von Jaffa aus die Heimreise antreten wolle.
Was Karl Steinschneider nach seiner Rückkehr machte, ist nicht eindeutig belegt, und auch ein Eintrag im Berliner Adressbuch für das Jahr 1927 existiert für ihn nicht. Seine Briefe nach der Rückkehr sind durchweg durchzogen von seiner Perspektivlosigkeit in Berlin, enormen finanziellen Problemen, für die er keine Lösung sah, und von unterschiedlichen Auffassungen mit Bruder Adolf (auch wegen des Verkaufs des Elternhauses). Bereits in einem Brief vom 1. Juni 1926 an Bruder Gustav, der derweil zur Kur in Cuxhaven weilt, finden sich lange Ausführungen über Adolf und dessen aus Karls Sicht zögerliche und knausrige Art, zur finanziellen Unterstützung beizutragen. Er sorgte sich um die eigene Möglichkeit, Geld zu verdienen, traute sich nicht, im Berliner Umland nach einer landwirtschaftlichen Tätigkeit Ausschau zu halten, und ging „2x zu einem pflanzenzüchterischen Praktikum nach Dahlem“. Dass er noch einmal studiert hat, wie es spätere Briefe nahelegen, ist nicht verifizierbar, auch wenn ihm Gustav ihm einem Brief vom 11. Juli 1928 mitteilte, dass das „Zeugnis der landwirtschaftlichen Hochschule“ möglicherweise auf dem Postweg abhandengekommen sei. Einer seiner letzten in Deutschland geschriebenen Briefe an Bruder Gustav enthielt dann aber doch noch den Hinweis auf ein Arbeitsverhältnis, und zwar in Ketzin.

## Die Jahre in den USA
Die Datenbank von Ellis Island verzeichnet Karl Steinscheiders Einreise in die USA am 29. Juni 1927, und als Zweck seiner Einreise ist Farmarbeit vermerkt, als letzter deutscher Wohnsitz Berlin. Möglicherweise kehrte er danach noch einmal zurück, denn eine am 19. Oktober 1927 ausgefertigte Notariatsurkunde bestimmte, dass der „Landwirt Karl Steinschneider, wohnhaft in Berlin NW., Altonaer Straße 23“, den „Studenten Gustav Steinschneider“ (gleiche Anschrift) bevollmächtigt, ihn bei allen Rechtshandlungen und Rechtsgeschäften zu vertreten.
Bereits am 3. November 1927 unterschrieb Karl Steinschneider die Absichtserklärung („Declaration of Intention“), US-amerikanischer Staatsbürger zu werden, verbunden mit folgender Erklärung:

„Es ist meine aufrichtige Absicht, für immer jeder Treue und Loyalität zu irgendeinem fremden Prinzen, Potentaten, Staat oder einer Souveränität zu entsagen, insbesondere zum Deutschen Reich, dessen Untertan ich jetzt bin. Ich bin am oder um den 5. Juli anno Domini 1927 im Hafen von New York im Bundesstaat New York angekommen; ich bin kein Anarchist; ich bin kein Polygamist und glaube auch nicht an die Praxis der Polygamie; und es ist meine Absicht, in gutem Glauben Bürger der Vereinigten Staaten von Amerika zu werden und dauerhaft darin zu wohnen: SO WAHR MIR GOTT HELFE [Unterschrift]“

Am 2. August 1928 lässt er seine Mutter und Bruder Gustav wissen, dass er bei einem „Dr. G. Segall“ in Los Angeles wohne und seit ein paar Wochen in einer Baumschule in der Nähe von Los Angeles arbeite. Er fühle sich dort wohlauf, werde aber in 14 Tagen in den Norden, nach San Francisco gehen. Hier blieb er wohl einige Zeit und berichtete im März 1930 seiner Mutter von zeitaufwändigen Wochenendreisen nach Los Angeles, wo er sich regelmäßig mit Freunden treffe: „Die jüngeren Freunde werden in Einzelaudienzen empfangen, zum Vortrag ihrer persönlichen Angelegenheiten, zu denen sie meine welterfahrenen, reifen Anschauungen geäussert wissen wollen; auch wird meine Stellung zur politischen Lage verlangt. Die Älteren verlangen hauptsächlich: Musik! Musik!“
Steinschneider scheint aber noch im Jahr 1930 in die Nähe von Los Angeles zurückgekehrt zu sein, denn in der 15. Volkszählung in den USA im Jahre 1930 wurden auch Daten von ihm erfasst, der sich jetzt Carl H Steinschneider nannte. Demnach war er Arbeiter in einer Baumschule („Laborer in a Nursery“) auf der Rancho Las Posas und wohnte zur Miete in der Stockton Road in Camarilla im Ventura County (Kalifornien), wofür er $ 15 zur Miete zahlen musste. (2022 etwa $ 240) Er lebte dort allein, verfügte über kein Radio, hatte nicht die Absicht eine Schule oder ein College zu besuchen, war „able to read and write“ und „able to speek English“. In einer Karte an Bruder Gustav berichtete er am 5. Juli 1930 davon, dass er am 3. Juli nach Los Angeles gezogen sei; nächste Woche würden „Kurse“ beginnen bei dem „head artist“ der „grössten Reklamefirma von L.A.“ Außerdem besuche er eine Kunstschule. Die Berufsaussichten seien allerdings schlecht, auch in New York, er verfolge deshalb auch noch „Auslandsaussichten durch die Citrus Exp. Station (Besuch heute in Riverside)“.
Aus weiteren Briefen ergibt sich, dass Karl Steinschneider eine Art Doppelexistenz führte. Er arbeitete tagsüber auf einer Farm, um seinen eigenen Lebensunterhalt zu finanzieren und um regelmäßig Geld an seinen Bruder und – bis zu deren Tod Anfang 1931 – auch an seine Mutter überweisen zu können, wobei die regelmäßigen oder auch gelegentlich aussetzenden Überweisungen ein stetes Diskussionsthema mit Gustav Steinschneider sind. Abends und am Wochenende bildete Karl sich fort. Er malte und ließ sich zeichnerisch weiterbilden, aber er versuchte ganz offensichtlich auch, in der Wissenschaft Fuß zu fassen. So schrieb er seinem Bruder Gustav am 5. Oktober 1930, dass er sich gerade vier Wochen an der Universität Berkeley aufgehalten habe, um mit dortiger Unterstützung eine Stelle als wissenschaftlicher Mitarbeiter bei einer Gesellschaft in Honduras zu bekommen. Daraus sei leider nichts geworden, weshalb er seine jetzige schlecht bezahlte Stelle auf einer Zitronenfarm beibehalten müsse. Sie böte ihm aber die Aussicht auf eine Promotion und außerdem auf eine starke Erhöhung seines Gehalts bis zum kommenden Frühjahr. Immer wieder das Problem: die Überweisungen nach Hause, an Gustav. Womit er sich wissenschaftlich beschäftigte, blieb allerdings offen.
Mitte 1932 legen Briefe nahe, dass es zwischen Karl und Gustav Steinschneider bereits eine länger anhaltende Diskussion über eine Einwanderung nach Palästina gegeben hat, was Karl dem offenbar zögernden Gustav immer als ihr gemeinsames Projekt schmackhaft zu machen versuchte. Parallel zu diesen Palästina-Plänen betrieb Karl aber auch seine Einbürgerung in die USA. Am 31. Juli 1932 teilte er seinem Bruder mit, dass er „wegen der Naturalisation“ in San Francisco gewesen sei; seine Einbürgerung sei wahrscheinlich im Dezember möglich, und die amerikanische Staatsbürgerschaft bleibe auch bei einem Aufenthalt in Palästina bis zu fünf Jahre erhalten. Am 14. August 1932 teilte er Gustav dann mit, dass es nichts anderes zu tun gäbe, „als gemeinsam nach Palästina zu fahren“.
Wie die Datenbank von Ellis Island am 19. Juni 1935 anlässlich der Einreise von Karl Steinschneider und seiner Frau in die USA ausweist, war Karl Steinschneider am 9. Januar 1933 vom Bezirksgericht in San Francisco eingebürgert worden. Am 23. Januar 1933 schrieb Karl noch einmal aus Kalifornien an Gustav. Die Palästina-Pläne stehen nun vor ihrer Realisierung, und neben Gustav ist auch Kitty Marx fest darin verankert. Karl schreibt zudem, dass er mit einem „Dr. Biram“ – bei dem es sich nur um Arthur Biram gehandelt haben kann – über eine Stelle an einer Schule in Palästina verhandelt habe. Am 8. März 1933, Karl ist nun wieder in Berlin, teilt er dem in Richtung Süden abgereisten Gustav mit, dass er und Kitty sich mit Gustav in Brindisi treffen würden. Das Schiff für die gemeinsame Überfahrt nach Palästina werde am 16. März 1933 ablegen.
So selbstverständlich, wie hier Karls spätere Ehefrau Kitty Marx Eingang in seine Pläne fand, so selbstverständlich gestaltete sich diese Beziehung vor dem Hintergrund der spärlichen Dokumente über sie keineswegs.

## Palästina und Israel
Zur Hochzeit von Karl Steinschneider und Kitty Marx kamen Gratulationen von Walter Benjamin und Gershom Scholem, die sich über die Hochzeit auch untereinander austauschten.:S. 575 f. Die Steinschneiders lebten in Palästina zuerst in Rechovot und dann in Jerusalem.:S. 868–869 Auch Avner Falk stellte das ähnlich dar und berichtete, dass Karl Steinschneider in Rechovot als Lehrer unterrichtet habe. Ob das an einer allgemeinbildenden Schule oder an einer anderen Ausbildungsstätte geschah (Steinschneider sprach in einigen Briefen scherzhaft von seiner Baumschule), ist allerdings nicht klar. Rechovot war zu der Zeit das Zentrum des jüdischen Zitrusanbaus in Palästina – eine Materie, mit der Steinschneider aufgrund seiner kalifornischen Tätigkeit bestens vertraut war –, und 1932 war eine landwirtschaftliche Forschungseinrichtung von Tel Aviv nach Rechovot verlegt worden, aus der später die agrarwissenschaftlichen Fakultät der Hebräischen Universität von Jerusalem hervorging. Eine Unterrichtstätigkeit in diesem Kontext wäre bei Steinschneiders Vorerfahrungen naheliegend gewesen. Dass Karl an eben dieser Versuchsstation tätig war, ergibt sich auch aus einer Art Chronologie, die Gustav Steinschneider über eine Reise nach Jerusalem im Dezember 1933 und Januar 1934 erstellt hat. In Punkt 47 der der insgesamt 74 Punkte umfassenden Liste heißt es: „Bei Karl in der Versuchsstation.“
Karl Steinschneider hatte in einem noch in Kalifornien geschriebenen und an Bruder Gustav gerichteten Brief vom 23. Januar 1933 allerdings auch berichtet, dass er mit einem Dr. Biram über eine Stelle an einer Schule in Palästina gesprochen habe. Bei diesem „Dr. Biram“ handelte es sich vermutlich um Arthur Biram, den Gründer und Direktor der Reali-Schule in Haifa. Zu dieser Schule hatte Karl Steinschneider schon während seines ersten Palästina-Aufenthalts Kontakt, wie aus einem vermutlich 1923 oder früher geschriebenen Brief hervorgeht, in dem er schrieb: „Ich hatte evtl. Gelegenheit, als Zeichen und Handfertigkeitslehrer an die Realschule in Haifa gehen zu können. Ich habe das damals wegen unserer geplanten ‚Kwuzah‘ abgelehnt (die nun nichts wird).“ Warum es 10 Jahre später nicht zu einer Zusammenarbeit mit Biram und der Reali-Schule kam oder ob Steinschneider nur allgemein mit Biram über eine Stelle an einer Schule gesprochen hat, ist nicht bekannt.
Von Rechovot aus hielten die Steinschneiders „engen Kontakt zu Kittys Tante Esther und zu deren Ehemann Agnon. Sieben Jahre später stellten sie Agnon ihr Haus in Rehovot für einen längeren Zeitraum zur Verfügung. Später dann zogen sie nach Jerusalem.“:S. 293 Eine Einladung Scholems zu einem Treffen lehnte Karl Steinschneider Anfang Juni 1933 ab, weil er ein junger Ehemann sei und eine neue Stellung habe, der er sich „nicht so ganz gewachsen fühle“.
1934 wurde das einzige Kind der Steinschneiders geboren, ihr Sohn Assaf. Der spätere Biochemiker starb am 19. März 2019 in Chicago.
Am 19. Juni 1935 reisten der US-Bürger Karl Steinschneider und die Hausfrau Kitty Steinschneider („Nationality: Palestine“) von Cherbourg kommend in die USA ein. Diese Reise könnte auch den Zweck gehabt haben, Karls Anrecht auf die US-amerikanische Staatsbürgerschaft aufrechtzuerhalten, denn er hatte sich ja bereits Ende 1932 damit auseinandergesetzt, dass diese bei einem fortdauernden Auslandsaufenthalt nur fünf Jahre gültig blieb (siehe oben).
Wie in den Folgejahren aus dem ehemals zionistischen Siedler und amerikanischen Landarbeiter der Übersetzer Karl Steinschneider wurde, der vor allem als Übersetzter von Samuel Agnon bekannt wurde, ist bislang ungeklärt.  Auf der Rückreise von der erwähnten Amerikareise lernte er in Paris Walter Benjamin kennen, und dieser berichtete später Kitty Marx-Steinschneider von dieser Begegnung, an der sie selber nicht teilgenommen hatte.

„Ich bin in den letzten Wochen mit den Fixierungen einiger eingreifender Überlegungen zur Kunsttheorie beschäftigt, deren Ausgangspunkt jenes vormittägliche Gespräch mit Ihrem Mann in der Bar gewesen ist. Es ist als ob diese Überlegungen, die sich immer in den Frühen des abnehmenden Tages verborgen gehalten hatten, mir erst greifbar geworden waren, als sie einmal ins Mittagslicht herausgelockt worden sind. Bitte sagen Sie Ihrem Mann in dieser Erinnerung die schönsten Grüße“

Das Werk, zu dem Karl Steinschneider Benjamin den klärenden Impuls gab, war der 1935 fertiggestellte Aufsatz Das Kunstwerk im Zeitalter seiner technischen Reproduzierbarkeit. Er erschien erstmalig 1936 in Paris als Sonderdruck der Zeitschrift für Sozialforschung. Ein Exemplar dieses Sonderdrucks widmete Benjamin am 10. Juni 1936 „den Freunden in Rechowoth“.:S. 19
Weitere Hinweise auf Steinschneiders Leben in Palästina und später in Israel sind rar. Briefe von Gustav Steinschneider an seinen Bruder, die sich im Deutschen Exilarchiv befinden, deuten an, dass es länger schon ein angespanntes Verhältnis zwischen den beiden Brüdern herrschte, wobei es überwiegend Gustav war, der sich von Karl nicht verstanden oder ausgegrenzt fühlte. In einem Brief von Gustav an Karl Steinschneider vom 17. Januar 1953 ist von Konflikten die Rede, die 19 Jahre zurücklagen, und der Brief ist der skeptische Versuch, das Verhältnis zu klären. Er beginnt: „Ist dies nun eine Wette zwischen uns: Wer es am Längsten ohne den anderen aushält? Bei mir ist es wirklich ein gewisser Trotz (Entrüstung, Ressentiment, - oder was Du möchtest) im Spiel, bei Dir bezweifle ich das sehr. Du hast von Zeit zu Zeit zwar gewisse emotionelle Wallungen; dann schreibst Du einige Zeilen, deren Gefühlswärme, - Überschwang sogar – jedermann zur Bewunderung hinreißt.“ In den 1940er Jahren gab es überwiegend nur wechselseitige Geburtstagsbriefe und Mitteilungen über nicht zustande gekommene Begegnungen. In einem solchen Geburtstagsbrief vom 26. April 1945 bedauert Karl, schon lange nichts mehr von Gustav gehört zu haben. Der Brief, der der erste Kontakt nach einem ähnlichen Brief aus dem Vorjahr gewesen zu sein scheint, bekannte er hinsichtlich seiner eigenen beruflichen Situation: „Ich trachte auch, wie schon voriges Jahr, nach Veränderung, habe die Schultätigkeit reichlich satt.“ In einem Brief von Gustav Steinschneider vom 17. Juni 1947, in dem er Karl zu dessen Geburtstag gratulierte, fragte er seinerseits nach dessen beruflichen Plänen: „Bist Du nun schon Lehrer im Ka[duris?]-Seminar […]?“, was nahelegt, dass Karl weiterhin als Lehrer tätig war oder bleiben wollte.
Dass der Lehrerberuf Karl Steinscheiders Brotberuf blieb, zeigt ein Brief von ihm an Bruder Gustav vom August 1970. Er schrieb, dass er sich entschlossen habe, „nächstes Jahr noch zu unterrichten, aber weniger“, und begründete dies damit, dass er sich mit seinen Forderungen nach Lehrplanrevisionen nicht habe durchsetzen können, auch gegenüber der Schulleitung nicht, weswegen er einen Kompromiss eingegangen sei und „etwas Unterricht übernommen [habe], sozusagen auch meinetwegen, die Brücken nicht ganz abzubrechen, aber viel Lust darauf habe ich nicht“. Er berichtete von Zeichenarbeiten, mit denen er sich beschäftige, und erwähnte einen Auftrag aus Deutschland: „Hatte inzwischen auch einen kleinen Auftrag – für den Rowohlt Taschenbuchverlag, der ein „Literaturlexikon des 20. Jahrhunderts“ herausgeben will, den Artikel „Agnon“ zu schreiben, ca. 100 Lexikonzeichen, sehr schlecht bezahlt.“
In einem Brief vom 8. März 1977 berichtete Karl Steinschneider seinem sich bei Verwandten in Frankfurt am Main aufhaltenden Bruder Gustav über die schwierige politische und wirtschaftliche Situation Israels und teilte dann mit:

„Ich bin – zum ersten Mal im Leben, scheint mir – ein Parteimitglied geworden, bei einer neuen Partei, die sich, übersetzt: ‚Demokraten für (System)wechsel‘ nennt, aussenpolitisch die chauvinistische Stellung von Likud (Begin etc.) und den Frommen ablehnt, innenpolitisch den Korruptions /Parteiwirtschafts [unleserlich] sumpf von Sapir, Nezer u. Konsorten abzuschaffen verlangt, und bei erwartetem Anwachsen der ersteren und Absinken der regierenden Linken, einige Aussicht hat, ein politischer Faktor nach den Wahlen zu werden." Er freut sich außerdem, "dass in der „Arbeitspartei (Avoda) der kompromissgeneigtere Rabin als Spitzenkandidat (d. h. künftiger Ministerpräsidentenanwärter) den intransigenteren Peres geschlagen hat.““

## Die Agnon-Übersetzung
Jakob Hessing schrieb in der Frankfurter Allgemeinen Zeitung, dass Agnons Bücher bereits in den 1920er Jahren in Deutschland bekannt gewesen seien, damals aber vorwiegend unter einer jüdischen Leserschaft, bevor es aufgrund der Steinscheiderschen Übersetzungen in den 1960er Jahren zu einer erneuten Rezeption gekommen sei. Für Hessing verknüpfen sich „in der Gestalt des Übersetzers […] die beiden Phasen einer deutschen Rezeption Agnons, die durch die dunklen Jahre des Zweiten Weltkriegs voneinander getrennt sind“. Zu den ersten Übersetzern Agnons habe der junge Gershom Scholem gehört, der später Karl Steinschneider zu der 1964 erschienenen Übersetzung von Nur wie ein Gast zur Nacht angeregt habe. „Karl Steinschneiders klassische Ubersetzung bildete bei ihrem ersten Erscheinen im Jahr 1964 einen Wendepunkt in der Rezeption Agnons außerhalb Israels. Sie lag der Schwedischen Akademie vor, die ihm 1966 gemeinsam mit Nelly Sachs den Nobelpreis verlieh.“
Gershom Scholem, der in seinem 1967 erstmals veröffentlichten Aufsatz Agnon in Deutschland. Erinnerungen seine Zeit des Kennenlernens von Agnon „während und nach dem Ersten Weltkrieg“ und dessen Nähe zur damaligen zionistischen Jugend beschrieb, erwähnte Steinschneider in diesem Zusammenhang nicht, dafür aber Agnons ersten Übersetzer Max Strauß, durch den er selber erst Agnon kennengelernt habe. Allerdings hatte er bereits zwei Jahre früher, 1965, das ausführlich beschrieben, was Hessing 1994 als durch Steinschneider ausgelösten „Wendepunkt in der Rezeption Agnons“ bezeichnete. Scholem verglich dazu die auch von ihm gerühmte Übersetzung von Agnons Und das Krumme wird gerade durch Max Strauß mit Steinschneiders Übersetzung von Nur wie ein Gast zur Nacht. Scholem schloss sich der Bewunderung für Strauß’ Vorgehen an, „die Eigenheiten des hebräischen Erzählungsstils und der Agronschen Syntax durch möglichst wortgetreue Wiedergabe für das Deutsche zu ›retten‹“, konstatierte aber, dass diese Übersetzungstechnik nur bei Geschichten mit geringem Umfang möglich sei, nicht aber bei einem dicken Buch.

„Karl Steinschneider, der Übersetzer des vorliegenden Bandes, hat daher – ich glaube, mit völligem Recht – einen entgegengesetzten Weg eingeschlagen. Er hat hier auf spezifische Idiosynkrasien des Agnonschen Stils und auf die Sichtbarmachung der unendlich zahlreichen biblischen und talmudíschen Anspielungen, die die Sätze des Originals durchziehen, verzichtet. Seine Übersetzung ist in einem besinnlichen und verhaltenen Deutsch geschrieben, das sich von sprachlichen Experimenten fernhält. Die lyrische Note, die die Schriften Agnons durchzieht und sich mit der herben Nüchternheit der alten rabbinischen
Prosa so unerwartet und wunderbar verbindet, kommt in dieser Übersetzung ausgezeichnet heraus. Agnons Buch ist freilich mit allen Fasern von den Realien des jüdischen Lebens und Rituals durchsetzt, und man hätte wünschen können, daß mehr davon erklärt wäre, als die Anmerkungen am Schluß des Bandes es tun. An manchen Stellen gibt es auch Inkonsistenzen und Mißverständnisse, die bei einer Neuauflage, wie man sie diesem Werk gern wünschen möchte, leicht auszumerzen wären. Als Ganzes darf man die Übersetzung als ungemein gelungen betrachten, und es wäre zu hoffen, daß ihr auch andere der großen Romane Agnons und seiner kleinen und kleinsten Erzählungen, die oft von beispielloser Vollendung sind, folgen mögen.“

Avner Falk zitiert aus einer anderen Quelle, nach der Agnon Steinschneiders Übersetzung besser als das Original gefunden habe.:S. 526

## Werke

### Übersetzungen von Samuel Agnons Werken aus dem Hebräischen ins Deutsche
- Buch der Taten (Die darin enthaltenen Erzählungen Von Wohnung zu Wohnung und Der Brief wurden von Karl Steinschneider übersetzt)
- Gestern vorgestern, 1969
- Eine einfache Geschichte, 1967
- Im Herzen der Meere und andere Erzählungen, 1966
- Nur wie ein Gast zur Nacht, 1964 (letzte Neuauflage 2018)

### Sonstige Schriften
- Agnon, in: Helmut Olles: Literaturlexikon 20. Jahrhundert, Rowohlt Verlag, Reinbek 1971, ISBN 3-498-03813-3, S. 15–16.
- Bericht vom Unkraut, Blau-Weiss-Blätter, Jahrgang 5, Heft 6, Juni 1918, S. 153–158.